# Boromla
Boromla (ukr. Боромля) – wieś na Ukrainie, w obwodzie sumskim, w rejonie ochtyrskim. W 2001 liczyła 4251 mieszkańców.